# 浜吉竜一
浜吉 竜一（はまよし りゅういち、1981年10月6日 - ）は、日本のグラフィックデザイナー、イベントオーガナイザー、写真家。
ノイズ喫茶iL代表。iL whereデザイナー。Shiitake Milk Designアートディレクター。

## 来歴
香川県香川郡出身。高松工芸高校中退。文化服装学院テキスタイルデザイン科卒業。
2011年12月、香川県高松市に日本初のノイズ喫茶をオープン。
2012年、そのプロジェクトから派生したアパレルブランドiL whereを立ち上げる。
2013年、雑音芸術祭２０１３を主催。